# Hiroyuki Nishimori
Hiroyuki Nishimori (西森博之 Nishimori Hiroyuki?), nació el 23 de noviembre de 1963 en Tokio, Japón. Es un escritor de manga, su serie Cheeky Angel (Tenshi na Konamaiki) ganó la Shogakukan Manga Award por shōnen en 2001, y ha sido traducida al inglés por Viz Media.
Además escribió y dibujó los 38 tomos de Kyō Kara Ore Wa y los dos tomos de Amaku Kiken na Nampa Deka.

## Obras
- Kyō Kara Ore Wa!! (今日から俺は!!, Today,it's my turn, Hoy, es mi turno!!) (1989–1998 Shogakukan)
- Amaku Kiken na Nampa Deka (甘く危険なナンパ刑事?) (????)
- Spin Out (スピンナウト?) (????)
- Tenshi na Konamaiki (天使な小生意気) (1999–2003 Shogakukan); traducción al inglés: Cheeky Angel (2004–2008 Viz Media)
- Dōshirō de Gozaru (道士郎でござる, I'm Doshiro, Soy Doshiro) (2004–2006 Shogakukan)
- Jimuin A-ko (事務員A子) (????)
- Ocha Nigosu. (お茶にごす, A Bad Boy Drinks Tea!, Un chico malo que bebe té) (2007–2009 Shogakukan)